# Michałowice (powiat pruszkowski)
Michałowice (do 31 grudnia 2012 pod nazwą Michałowice-Osiedle) – wieś sołecka w Polsce, położona w województwie mazowieckim, w powiecie pruszkowskim, w gminie Michałowice.
Wieś szlachecka położona była w 1580 roku w powiecie warszawskim ziemi warszawskiej województwa mazowieckiego. W latach 1975–1998 miejscowość administracyjnie należała do województwa warszawskiego.
Do końca 2012 roku miejscowość była siedzibą gminy Michałowice. Z dniem 1 stycznia 2013 siedziba gminy została przeniesiona do Reguł z uwagi na zbudowanie tam nowego Urzędu Gminy.
Michałowice są siedzibą rzymskokatolickiej parafii Wniebowzięcia Najświętszej Maryi Panny należącej do dekanatu raszyńskiego archidiecezji warszawskiej. Parafia jest zarządcą miejscowego cmentarza. Przez Michałowice przebiega linia kolejowa WKD, którą łączy tę miejscowość między innymi z Warszawą, Pruszkowem i Grodziskiem Mazowieckim. 